# Fabio Schiavi
Fabio Hernán Schiavi (Lincoln, Buenos Aires, Argentina, 9 de noviembre de 1970) es un exfutbolista argentino y actual entrenador de Huracán de Carlos Tejedor. Jugaba como defensor, inició su extensa carrera profesional en el Club Rivadavia de Lincoln y se retiró en El Linqueño, de la misma ciudad. Es hermano de Rolando Schiavi, también exfutbolista. Actualmente es el entrenador de Rivadavia.

## Trayectoria
Empezó su carrera en Rivadavia, club en el que realizó todas las inferiores, luego jugó para Barracas Central hasta 1994. En 1996 pasó a Estudiantes (BA) y luego a Chacarita Juniors, club con el que consiguió el ascenso a Primera División. Allí, jugó hasta el año 2000 cuando fue transferido a Quilmes. En 2002 jugó en Liga de Quito. En 2003 fue transferido al club uruguayo Defensor Sporting. En 2004 inició su segunda y última etapa en Estudiantes (BA), compartiendo equipo con jugadores de la talla de Ezequiel Lavezzi y Pablo Mouche. En 2004 regresó a Rivadavia y, en 2005 consiguió el ascenso al Argentino B, cuarta categoría para clubes indirectamente afiliados a la Asociación del Fútbol Argentino y en el año 2006 consiguió el ascenso al Argentino A. En 2006 pasó a jugar en El Linqueño, club en el que se retiró justamente en un partido contra su ex club, Rivadavia, en el año 2010. Desde entonces trabaja en El Linqueño realizando diferentes actividades. A mediados de 2012 inició su carrera como director técnico al mando de El Linqueño. En 2014 pasó a dirigir a Rivadavia de Lincoln.

## Clubes

### Como jugador
| Club              | País      | Año       |
| ----------------- | --------- | --------- |
| Rivadavia         | Argentina | 1986-1993 |
| Barracas Central  | Argentina | 1993-1994 |
| Estudiantes (BA)  | Argentina | 1995-1997 |
| Chacarita Juniors | Argentina | 1997-2000 |
| Quilmes           | Argentina | 2000-2002 |
| Liga de Quito     | Ecuador   | 2002      |
| Defensor Sporting | Uruguay   | 2003      |
| Estudiantes (BA)  | Argentina | 2004      |
| Rivadavia         | Argentina | 2004-2006 |
| El Linqueño       | Argentina | 2006-2010 |

### Como entrenador
| Club        | País      | Año            |
| ----------- | --------- | -------------- |
| El Linqueño | Argentina | 2012 - 2014    |
| Rivadavia   | Argentina | 2014 -Presente |

## Logros
| Título                          | Club              | País      | Temporada |
| ------------------------------- | ----------------- | --------- | --------- |
| Primera B Nacional (2° Ascenso) | Chacarita Juniors | Argentina | 1998/99   |
| Argentino C (Promoción)         | Rivadavia         | Argentina | 2005      |
| Argentino B (Promoción)         | Rivadavia         | Argentina | 2005/06   |